# Államalkotó rovarok

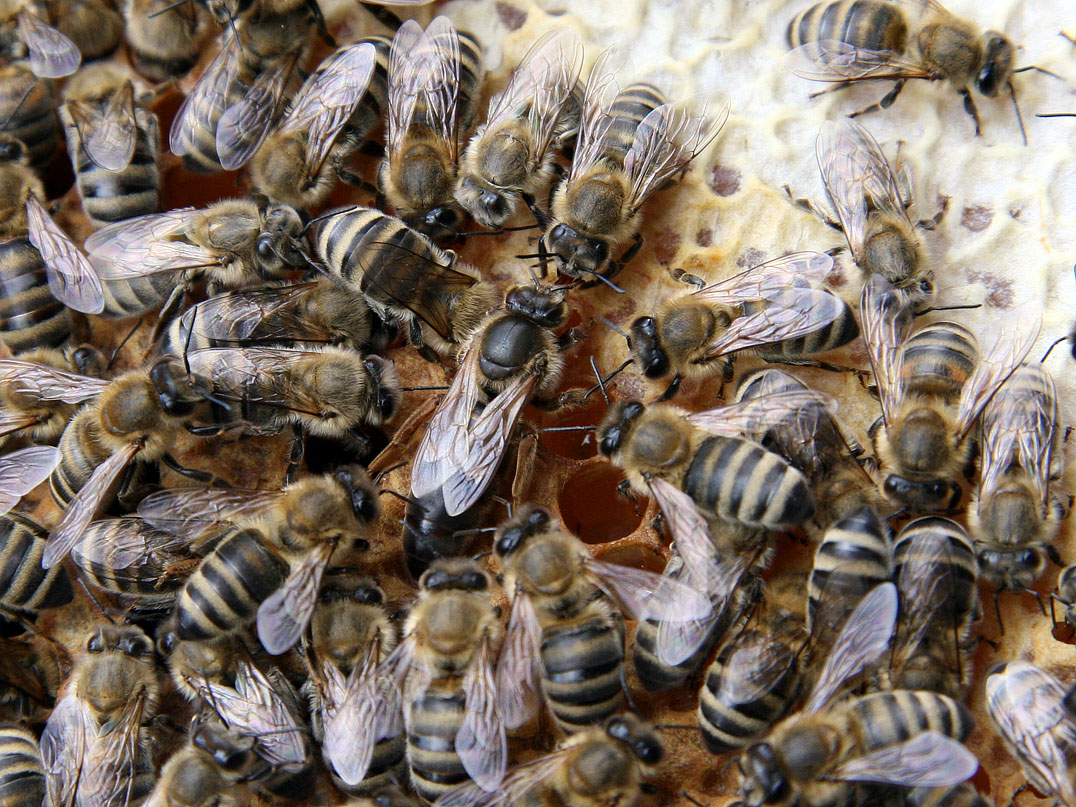
Házi méh dolgozó a méhanyát eteti

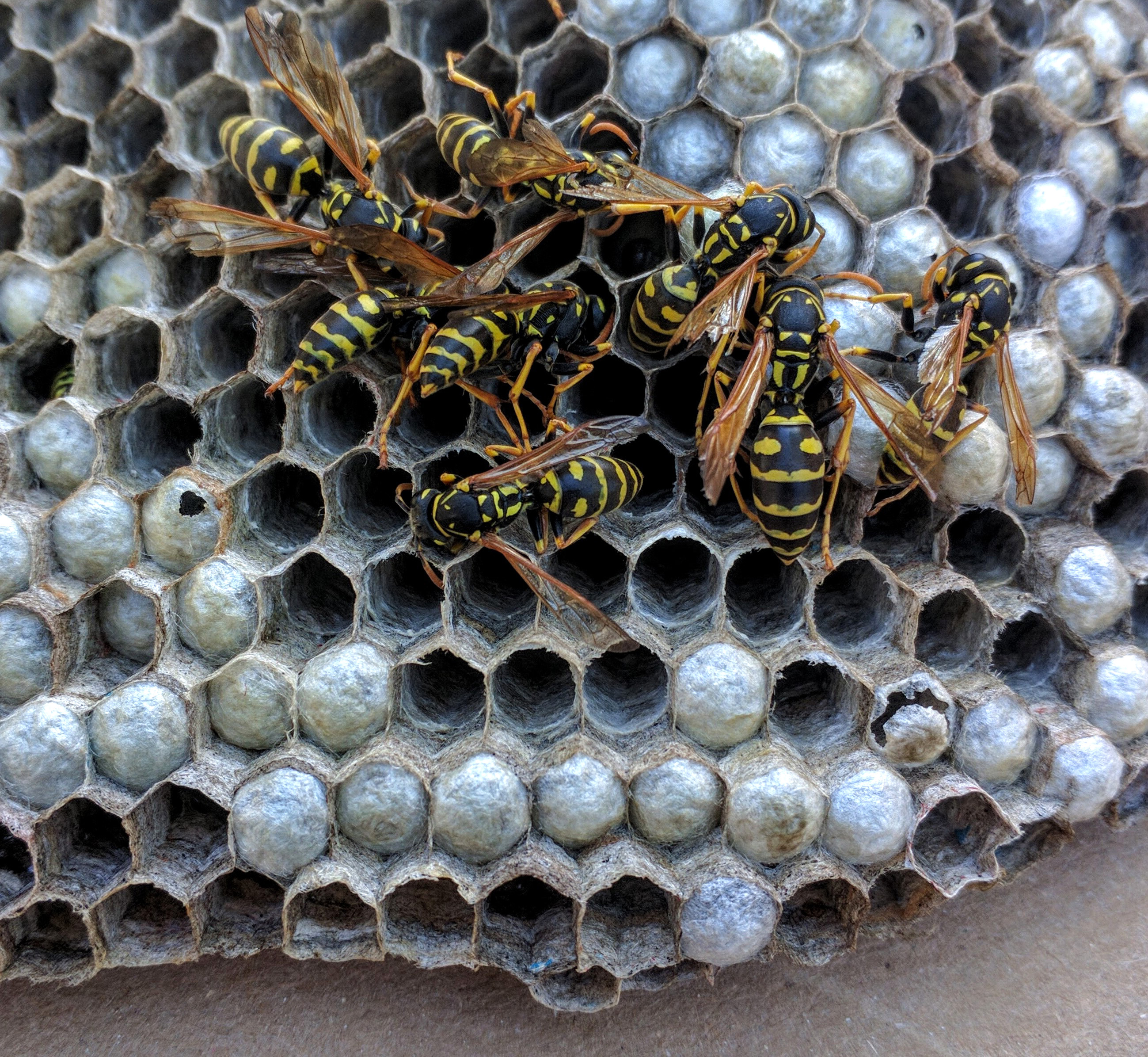
Darázsfészek (Polistes dominula — papírdarázs)

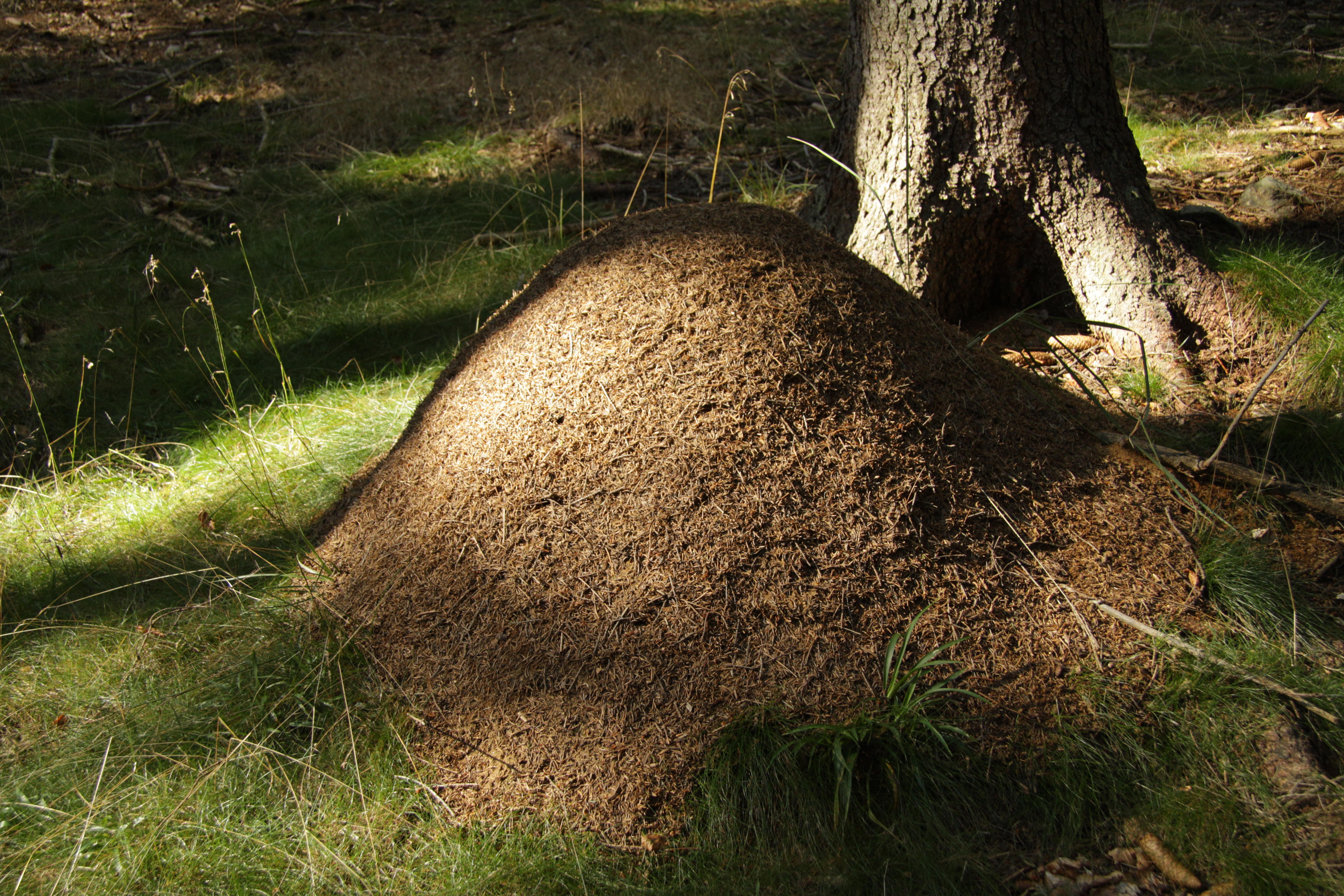
Erdei vöröshangya (Formica rufa) fészke

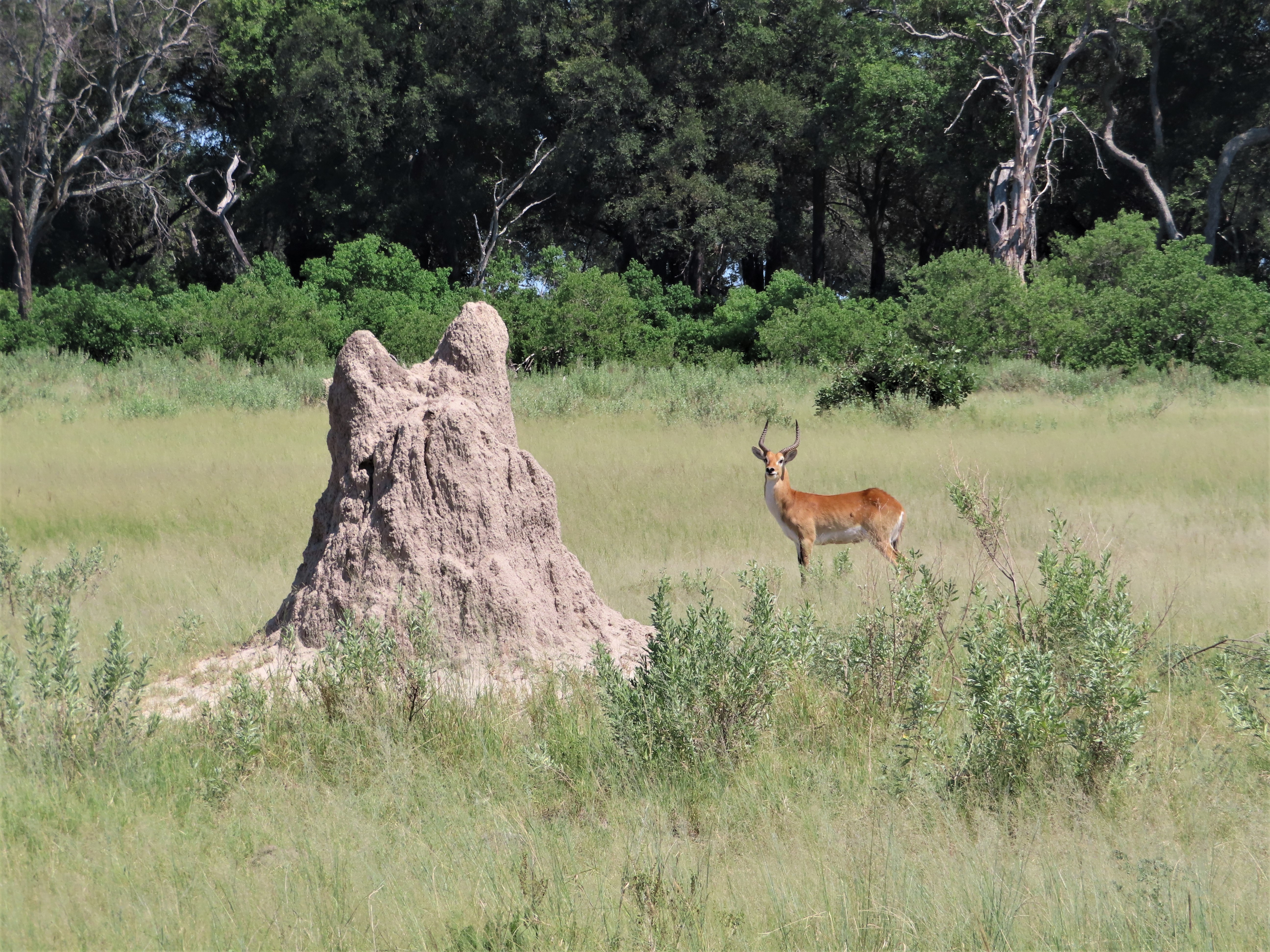
Termeszvár (Botswana, Okavango-delta)

Az államalkotó rovarok (euszociális rovarok) a rovarok (Insecta) egyik nem származástani alapon, hanem életmódjuk alapján összevont csoportja. Képviselőik főleg a hártyásszárnyúak (Hymenoptera) rendjéből kerülnek ki, de a konvergens evolúció eredményeként ilyenek a csótányok (Blattodea) rendjébe tartozó termeszek (Isoptera) közösségei is. A hártyásszárnyúak között az együttélésnek ez a fejlett formája a hangyák mellett:
- a társas redősszárnyú darazsak (Vespinae alcsalád) és egyes
- méhfélék (Apidae)

csoportjaiban fejlődött ki.
Maga az „euszociális együttélés” ennél lényegesen tágabb értelmű kifejezés; más változataira rendszertanilag egészen távol eső csoportokban is találunk példákat; ilyenek az emberi társadalmak is.

## Közös sajátosságaik
Valamennyi ilyen fajra jellemző:
1. a fejlett ivadékgondozás,
2. a polimorfizmus (kasztok),
3. a generációk együttélése,
4. a reproduktív munkamegosztás és
5. a vegetatív egyedek munkamegosztása, illetve együttműködő viselkedése.[2]

### Többalakúság
A polimorfizmus lényege, hogy a közösségben különböző feladatokra specializált és ezért eltérő testalkatú imágók élnek együtt; ezek az úgy nevezett kasztok.
Általános csoportjaik:
- a szaporodóképes
  - hímek és
  - nőstények, valamint
- a nőivarú, de általában fejletlen petefészkű dolgozók. Ez utóbbi kaszton belül különféle, ugyancsak feladatorientált alkasztok (például katonák) alakulhatnak ki.

### Generációk együttélése
A generációk együttélésének  jellegzetes eleme, hogy az egyedek az „euszociális gyomor” elve alapján kölcsönösen etetik egymást. Ezen túl egyes dolgozók gondoskod(hat)nak a petékről és a lárvákról, mások táplálékot gyűjtenek, hogy etessék előbbieket és az ivaros kasztokat stb.

### Idegen fajok bevonása
Egyes közösségek működéséhez más fajú élőlények (többnyire rovarok vagy gombák) közreműködése is szükséges — vagy éppen ellenkezőleg, el kell azokat viselniük. Ezek vagy saját akaratukból csatlakoznak a közösséghez, vagy éppen annak ellenére, mivel az együttélés módja rendkívül széles skálán változik a szimbiózistól az élősködésig.